# گروتوزنکووگ
گروتوزنکووگ (به آلمانی: Grothusenkoog) یک شهر در آلمان است که در نوردفرایسلند واقع شده‌است. گروتوزنکووگ ۲۲ نفر جمعیت دارد.